# Lohajara
Lohajara – gaun wikas samiti we wschodniej części Nepalu w strefie Sagarmatha w dystrykcie Saptari. Według nepalskiego spisu powszechnego z 2001 roku liczył on 944 gospodarstw domowych i 5323 mieszkańców (2608 kobiet i 2715 mężczyzn).